# Jessica Lindell Vikarby
Jessica Lindell Vikarby (Huddinge, 7 febbraio 1984) è un'ex sciatrice alpina svedese.
Nelle liste FIS è registrata come Jessica Lindell-Vikarby

## Biografia

### Stagioni 2000-2007
Attiva in gare FIS dal gennaio del 2000, la Lindell Vikarby esordì in Coppa Europa il 5 dicembre 2000 a Bardonecchia in slalom speciale, senza qualificarsi per la seconda manche, e in Coppa del Mondo il 26 ottobre 2002 nello slalom gigante di Sölden, che chiuse al 7º posto; durante la stessa stagione vinse la medaglia d'oro ai Mondiali juniores del Briançonnais nello slalom gigante e prese parte ai suoi primi Campionati mondiali: nella rassegna iridata di Sankt Moritz fu 25ª nella discesa libera, 13ª nel supergigante, 17ª nello slalom gigante e 8ª nella combinata.
Ai successivi Mondiali di Bormio/Santa Caterina Valfurva 2005 ottenne il 6º posto nella discesa libera, il 28º nel supergigante, l'11º nella combinata e non concluse lo slalom gigante. Prese parte ai XX Giochi olimpici invernali di Torino 2006, sua prima presenza olimpica (18ª nella discesa libera, 24ª nel supergigante, 18ª nello slalom gigante, 8ª nella combinata) e, l'anno dopo, ai Mondiali di Åre (34ª nel supergigante, 28ª nello slalom gigante, 19ª nella supercombinata, non concluse la discesa libera).

### Stagioni 2008-2013
Il 2 dicembre 2007 conquistò il suo primo podio in Coppa del Mondo, giungendo 3ª nel supergigante di Lake Louise; la prima vittoria avvenne invece nella stagione successiva: il 26 gennaio 2009 vinse infatti il supergigante di Cortina d'Ampezzo sull'Olimpia delle Tofane. Pochi giorni dopo fu al via dei Mondiali di Val-d'Isère: il 3 febbraio si classificò 12ª nel supergigante, ma il giorno dopo, durante una prova della discesa libera, cadde rovinosamente procurandosi la rottura dei legamenti crociati anteriore e posteriore del ginocchio destro, ponendo così fine alla sua stagione agonistica.
Tornata alle gare l'8 gennaio 2010, nella discesa libera di Haus, prese parte ai XXI Giochi olimpici invernali di Vancouver 2010, dove si classificò 30ª nella discesa libera, 26ª nel supergigante, 31ª nello slalom gigante e 22ª nella supercombinata. Nelle stagioni successive partecipò ai Mondiali di Garmisch-Partenkirchen 2011, piazzandosi 14ª nel supergigante e 7ª nello slalom gigante, e di Schladming 2013, ottenendo il 15º posto nel supergigante e il 13º nello slalom gigante.

### Stagioni 2014-2015
Il 1º dicembre 2013 colse a Beaver Creek in slalom gigante la sua seconda e ultima vittoria in Coppa del Mondo; nel prosieguo della stagione disputò le sue ultime Olimpiadi (a Soči 2014 fu 7ª nello slalom gigante e non concluse il supergigante) e salì per l'ultima volta sul podio in Coppa del Mondo, con il 3º posto ottenuto nello slalom gigante di Lenzerheide del 16 marzo.
Nel corso della sua ultima stagione agonistica prese ancora parte ai Mondiali di Vail/Beaver Creek 2015, dove si aggiudicò la medaglia di bronzo nello slalom gigante; si ritirò al termine dell'annata e la sua ultima gara in carriera fu lo slalom gigante di Coppa del Mondo disputato a Méribel il 22 marzo 2015, che chiuse al 22º posto.

## Palmarès

### Mondiali
- 1 medaglia:
  - 1 bronzo (slalom gigante a Vail/Beaver Creek 2015)

### Mondiali juniores
- 1 medaglia:
  - 1 oro (slalom gigante a Briançonnais 2003)

### Coppa del Mondo
- Miglior piazzamento in classifica generale: 11ª nel 2014
- 8 podi:
  - 2 vittorie
  - 2 secondi posti
  - 4 terzi posti

#### Coppa del Mondo - vittorie
| Data             | Località          | Paese       | Specialità |
| ---------------- | ----------------- | ----------- | ---------- |
| 29 gennaio 2009  | Cortina d'Ampezzo | Italia      | SG         |
| 1º dicembre 2013 | Beaver Creek      | Stati Uniti | GS         |

Legenda:

SG = supergigante

GS = slalom gigante

#### Coppa del Mondo - gare a squadre
- 1 podio:
  - 1 terzo posto

### Coppa Europa
- Miglior piazzamento in classifica generale: 77ª nel 2003

### Campionati svedesi
- 21 medaglie[2][3]:
  - 15 ori (discesa libera nel 2002; supergigante nel 2003; discesa libera nel 2005; discesa libera, supergigante nel 2006; slalom gigante nel 2007; discesa libera, supergigante, slalom gigante nel 2008; discesa libera, supergigante, slalom gigante nel 2011; slalom gigante nel 2012; supergigante, slalom gigante nel 2013)
  - 4 argenti (slalom gigante nel 2006; discesa libera, supergigante nel 2007; discesa libera nel 2013)
  - 2 bronzi (slalom gigante nel 2005; supercombinata nel 2008)